# 石田充
石田 充（いしだ みつる、1982年10月20日 - ）は、中国放送（RCC）のアナウンサー。関西テレビアナウンサーの石田一洋は兄。

## 人物・来歴
広島県広島市南区出身。修道高等学校、慶應義塾大学卒業。大学在学中は、RCCの元アナウンサー・荒舩美栄の出身ゼミに所属していた関係で、荒舩の講義を受けた経験を持つ。
大学卒業後の2005年に、アナウンサーとして熊本県民テレビへ入社した。2007年に地元の中国放送へ移籍した。移籍後は主にスポーツアナウンサーとして活動している。
兄の石田一洋がRCCの系列局・RKBに在籍していた2010年には、6月5日にRCC制作・RKB制作協力・相互ネット形式で放送された広島東洋カープ対福岡ソフトバンクホークス戦（マツダスタジアム）のテレビ中継で、兄弟でベンチリポートを務めた。

## 担当番組
- RCCカープナイター
  - 2008年の市民球場最終戦でベンチサイドリポーターとしてデビューした。
- デイリースポーツ広島版 コラム
- イマナマ!（カーチカチ!TV）
- RCCニュース

過去の番組
- SAMURAI BASEBALL
- RCCニュース6 スポーツコーナー
- RCCウィークリーカウントダウン
- ココだけスポーツ&ニュース
- それ聴け!スポ魂!
- 松ちゃん・大ちゃんのふくふくサタデー
- カープのUlala!（2021年5月-、不定期出演）
- 福山シティFCの挑戦 日本一キレイなバラをめざして（2023年12月29日）プロデューサー
- 選挙の日2024広島（2024年10月27日）リポーター
- 本名正憲のおはようラジオ（2025年1月29日）代打パーソナリティ
- スポーツ数々（カーズカズ）（2024年10月2日-2025年3月27日、木曜11:55-12:00）

## 熊本県民テレビ時代の担当番組
- KKTニュース
- テレビタミン
  - 中継やスポーツ関連のコーナーを担当。